# Parochodaeus
Parochodaeus – rodzaj chrząszcza z rodziny wygonakowatych i podrodziny Ochodaeinae.
Chrząszcze o ciele długości od 2,6 do 9,1 mm i szerokości od 1,5 do 4,9 mm, jajowatym w zarysie, o ubarwieniu od ceglastego po ciemnokasztanowe. Cały wierzch ciała porastają szczecinki, których długość może być różna, a ustawienie od prawie przylegającego po sterczące. Głowa może mieć czoło prosto zbudowane lub zaopatrzone w listewki, guzki czy rogi. Szew epistomalny zwykle jest wyróżnialny, choć słabo zaznaczony. Czułki buduje 10 członów, z których 3 tworzą zaokrągloną i omszoną buławkę. Długość półkolistego do prawie trapezowatego nadustka często przejawia dymorfizm płciowy. Oszczeciniona warga górna silnie wystaje w przód, ale nie przykrywa średnich rozmiarów żuwaczek. Powierzchnię przedplecza zawsze pokrywają punkty. Pokrywy mają niewgłębione rzędy utworzone przez pojedyncze serie zaokrąglonych i nagich punktów, a międzyrzędy pokryte nieregularnymi, oszczecinionymi guzkami. Przednia para odnóży ma golenie zaopatrzone w trzy zęby zewnętrzne, a niekiedy także ząb wewnętrzny. Odwłok ma dwa guzki na tylnej krawędzi propygidium. Niekiedy jest też zaopatrzony w położony w przednim kącie propygidium wyrostek strydulacyjny.
Takson amerykański, głównie neotropikalny, rozprzestrzeniony od środkowej części Wielkich Równin w Stanach Zjednoczonych na północy po argentyńską prowincję Río Negro na południu.
Rodzaj ten wprowadzony został w 1995 roku przez Georgija Nikołajewa, który jego gatunkiem typowym wyznaczył Parochodaeus pectoralis. Do 2012 opisano 24 gatunki z tego rodzaju, w tym:
- Parochodaeus biarmatus (LeConte, 1863)
- Parochodaeus bituberculatus (Erichson, 1847)
- Parochodaeus californicus (Horn, 1895)
- Parochodaeus campsognathus (Arrow, 1904)
- Parochodaeus cornutus (Ohaus, 1910)
- Parochodaeus dentipes Paulsen & Ocampo, 2012
- Parochodaeus duplex (LeConte, 1868)
- Parochodaeus howdeni (Carlson, 1975)
- Parochodaeus inarmatus (Schaeffer, 1906)
- Parochodaeus jujuyus Paulsen & Ocampo, 2012
- Parochodaeus pectoralis (LeConte, 1868)
- Parochodaeus peninsularis (Horn, 1895)
- Parochodaeus perplexus Paulsen & Ocampo, 2012
- Parochodaeus phoxus Paulsen & Ocampo, 2012
- Parochodaeus pixius (Paulsen, 2011)
- Parochodaeus proceripes Paulsen & Ocampo, 2012
- Parochodaeus pudu Paulsen & Ocampo, 2012
- Parochodaeus ritcheri (Carlson, 1975)
- Parochodaeus stupendus Paulsen & Ocampo, 2012